# Ophiotrochus longispinus
Ophiotrochus longispinus är en ormstjärneart som beskrevs av Hubert Lyman Clark 1911. Ophiotrochus longispinus ingår i släktet Ophiotrochus och familjen Ophiolepididae. Inga underarter finns listade i Catalogue of Life.